# John Haglelgam
John Richard Haglelgam (ur. 10 sierpnia 1949 na wyspie Eauripik, w stanie Yap, ówczesne Powiernicze Wyspy Pacyfiku, zm. 12 września 2024 w Honolulu) – polityk mikronezyjski.
Drugi prezydent Mikronezji od 11 maja 1987 roku do 11 maja 1991 roku.